# Sara Nuru

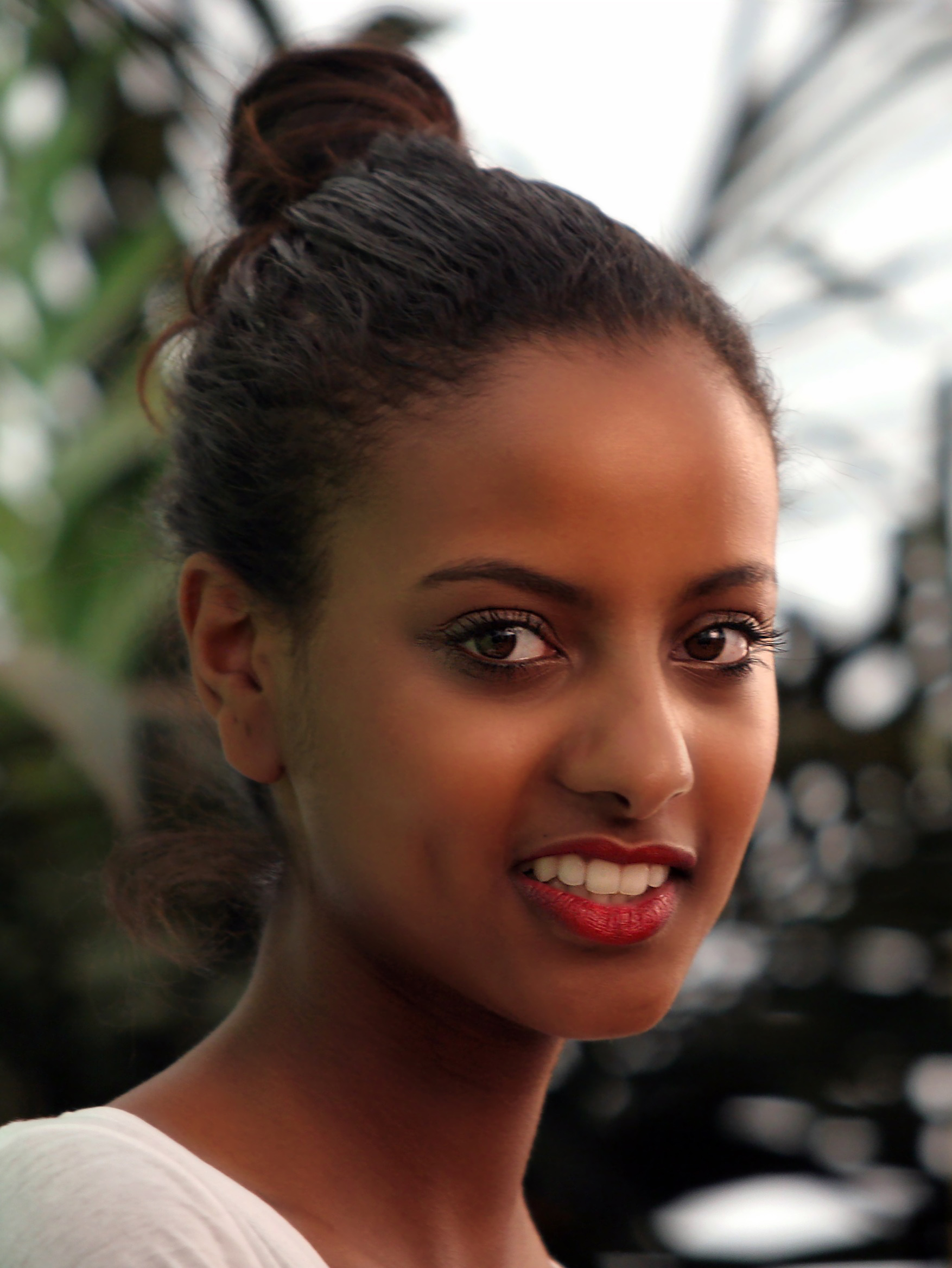
Sara Nuru

Sara Nuru (n. 19 august 1989, Erding) este un fotomodel german, originar din Etiopia. Ea a fost câștigătoarea etapei a patra a concursului Germany’s Next Topmodel care a avut loc în februarie 2009.

## Date biografice
Sara Nuru este al treilea copil al unei familii de emigranți etiopieni. Ea este după propria ei declarație, primul copil african născut în spitalul din Erding (Bavaria). În 1999 se mută cu familia ei la München. Nuru vorbește cursiv 3 limbi, germana, engleza, araba și puțin limba amhara. Când avea 15 ani este descoperită pe stradă de o fotografă. După gimnaziu se prezintă la concursul de la emisiunea TV Germany’s Next Topmodel. Deja în perioada concursului a început să lucreze la agențiile publicitare ale firmelor Sony Ericsson și Gillette.

## Filmografie
- 2010: Otto’s Eleven[1]